# Warren County, North Carolina
Warren County är ett administrativt område i delstaten North Carolina, USA, med 20 972 invånare.  Den administrativa huvudorten (county seat) är Warrenton.

## Geografi
Enligt United States Census Bureau har countyt en total area på 1 150 km². 1 111 km² av den arean är land och 39 km² är vatten.

### Angränsande countyn
- Brunswick County, Virginia - nord-nordost
- Northampton County - nordost
- Halifax County - öster
- Franklin County - söder
- Vance County - väster
- Mecklenburg County, Virginia - nord-nordväst